# オーケストリオン

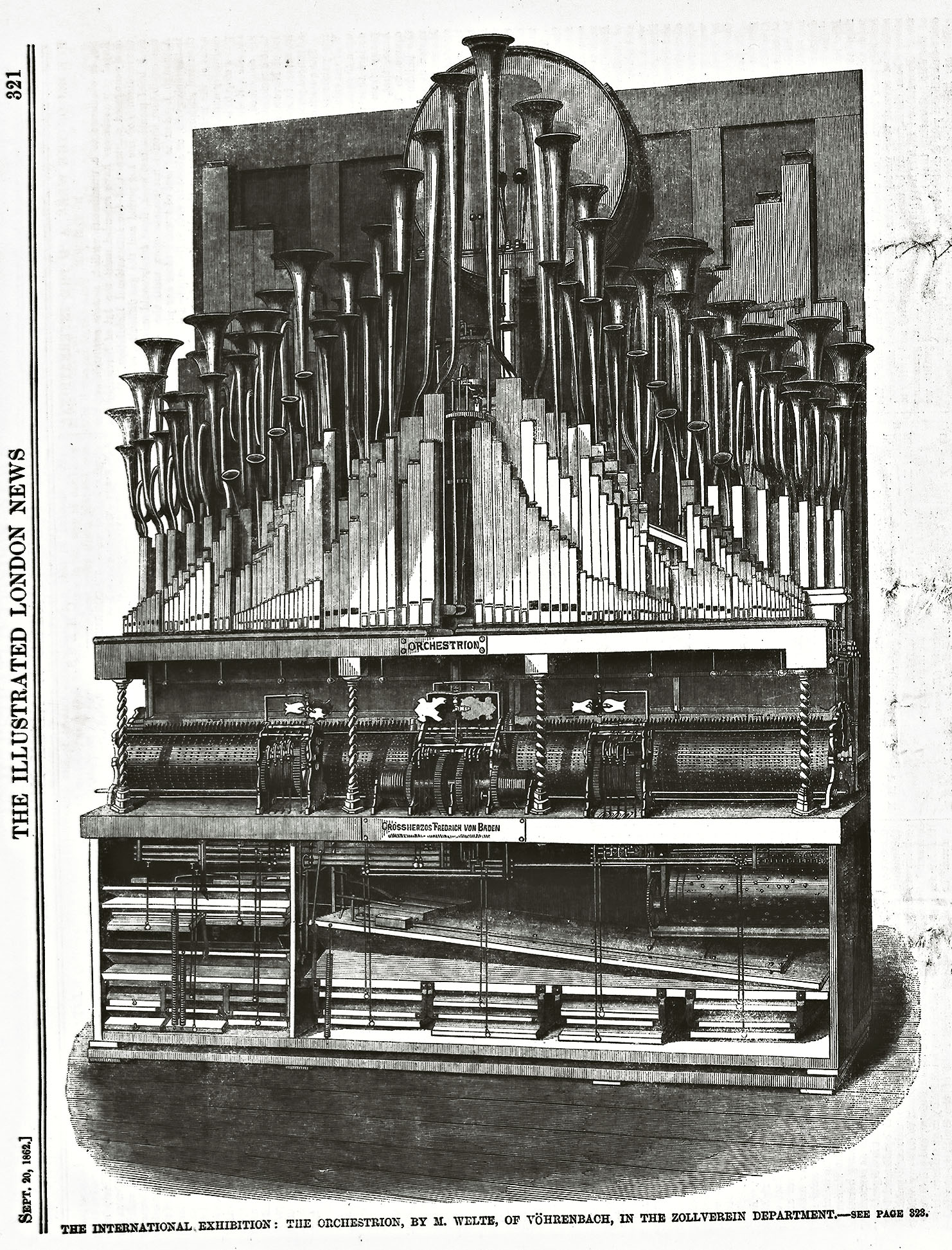
London Illustrated News, Sept. 20, 1862: ドイツ関税同盟に属するVöhrenbachにあるM. Welte製オーケストリオン

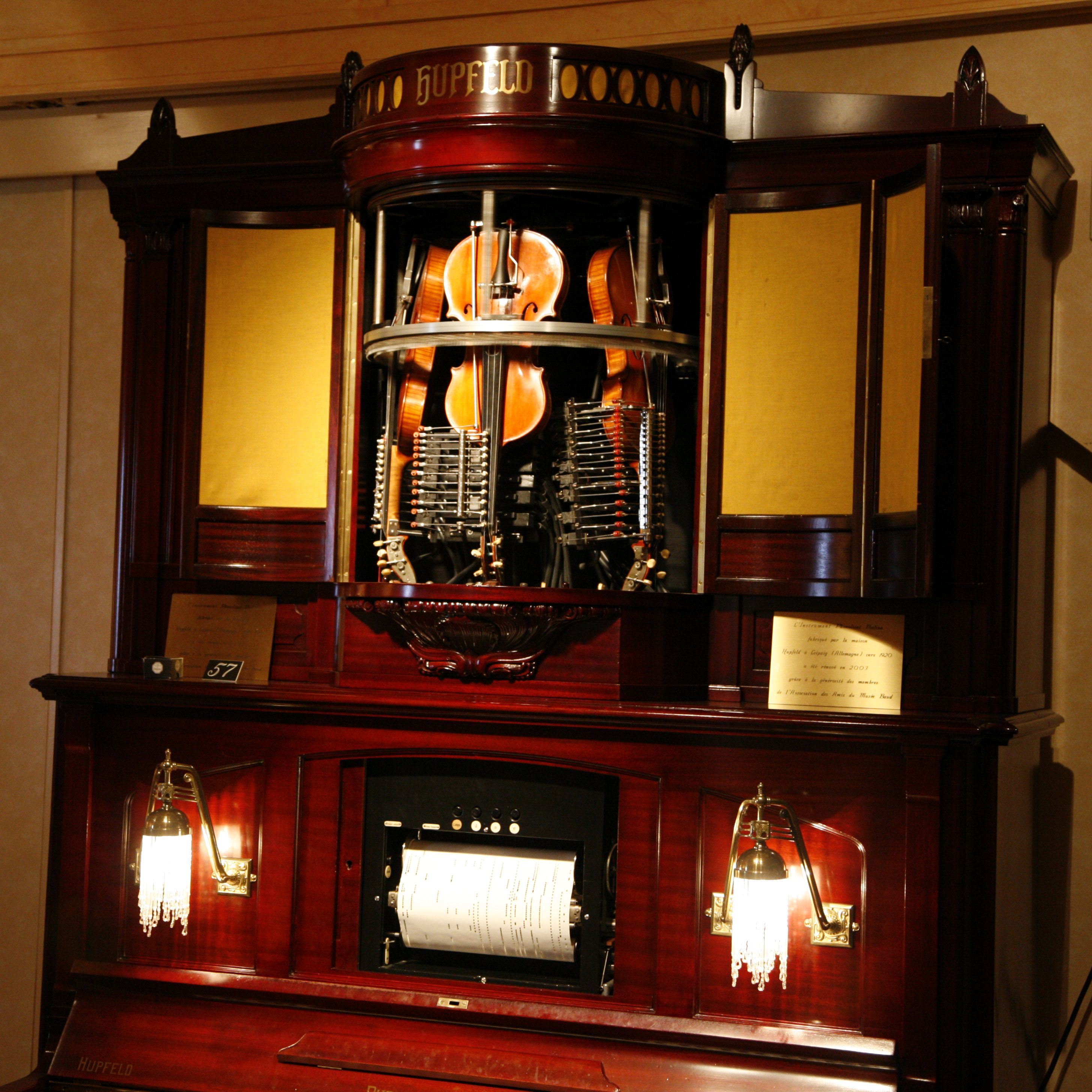
スイスのミュゼ・ボーにあるオーケストリオン。バイオリンの自動演奏機構が上にあり、その下に楽譜に相当するパンチカードのロール紙がある。Hupfeld社製 Phonoliszt Violina。

オーケストリオン（orchestrion）は、オーケストラやバンドのような音を奏でるよう設計された音楽演奏機械の総称。手回しオルガンのようなピンの突き出た大きな円筒や連続紙または19世紀後半以降普及したロール紙型のパンチカードを使って操作される。基本的にはパイプオルガンのようにパイプで様々な音を発生させるが、打楽器も空気圧で操作する。また、ピアノや弦楽器を含むオーケストリオンもある。
オーケストリオンはジャズが流行した1920年代のドイツで、最も広く使われていた。1930年代に蓄音機の台頭により生産中止となる。ドイツのオーケストリオン製造業者（Weber, Hupfeld, Philipps, Popperなど）は、ベルリンやアメリカで人気のあるジャズを演奏するため、オーケストリオンの仕組みを改良していった。外観はバウハウスの設計を反映して近代化された。
「オーケストリオン」という名称は、以下の特定の楽器の名称にも使われている。
1. Abt Voglerが1785年に設計した小型パイプオルガン。
2. プラハのThomas Anton Kunz（1756-1830）が1791年に発明した、オルガン用パイプを装着したピアノ。
3. ドレスデンのF. T. Kaufmannが1851年に発明した自動ピアノ式演奏装置。完全な吹奏楽演奏ができ、ティンパニ、スネアドラム、シンバル、トライアングルといった打楽器も演奏する。